# Lucelans
Lucelans est une ancienne commune française, aujourd'hui hameau du département du Doubs, culminant à 555 m d'altitude.
Lucelans est rattaché administrativement à la commune de Mathay depuis 1867.

## Démographie
Au 1er septembre 2005, la population de Lucelans s'élevait au nombre de 19.

## Histoire
Lieu principal de très forte Résistance lors de la Seconde Guerre mondiale bataillant sous le nom de "maquis d'Ecot".
Le village comporte un important monument dédié à la Résistance. Chemin de la mémoire et de la paix créé en 1994 commémorant les combats qui ont coûté la vie à 150 personnes.